# Entra nel petto mio, e spira tue

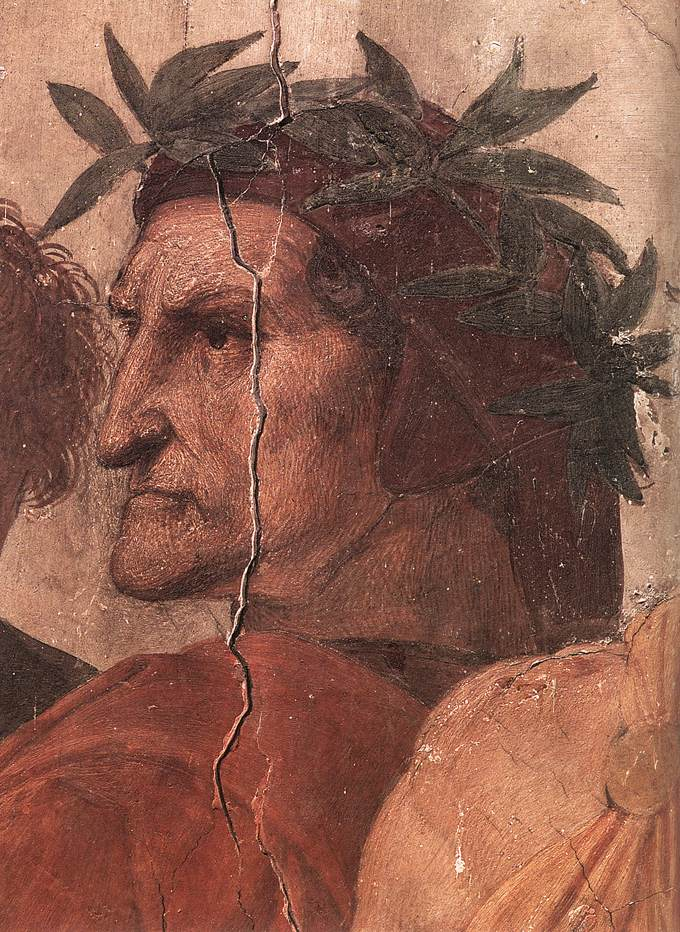
Dante, particolare della Disputa del Sacramento

Entra nel petto mio, e spira tue è il 19° verso del I canto del Paradiso di Dante. Introduce la terzina (Paradiso, vv. 19-21)
Per rappresentare la materia del Paradiso occorrono virtù poetiche sovrumane e pertanto il poeta invoca il dio Apollo (naturalmente come personificazione dello Spirito Santo): «entra nel mio petto e spira tu» (tue, con la e epitetica) in me un canto altissimo come quello con il quale vincesti Marsia nella gara musicale che gli costò la vita. 

## Interpretazione
Secondo il racconto di Ovidio (Metamorfosi, VI, vv. 382-400), Apollo scorticò il satiro Marsia per punirlo di aver avuto la folle presunzione di sfidarlo; Dante rivolge dunque a se stesso un invito a un umile ascolto dell'ispirazione soprannaturale divina, per non cadere nella presunzione di pensare di agire con le proprie forze soltanto umane. Evitando i particolari del supplizio minutamente descritti da Ovidio, Dante immagina che Apollo abbia tirato Marsia fuori dalla sua pelle così come si estrae una spada dal fodero (vagina).
Tutti i commentatori di Dante concordano con questa interpretazione. Tuttavia, come segnalato da Carlo Ginzburg, una diversa ed erronea interpretazione è presente nei Pagan Mysteries of the Renaissance dello studioso dell'iconologia rinascimentale Edgar Wind, secondo il quale Dante indirizza una preghiera ad Apollo: «Entra nel mio petto e infondimi il tuo spirito come facesti con Marsia quando gli strappasti la pelle». In base a questa esegesi, «per ottenere l'amato alloro di Apollo il poeta deve passare attraverso l'agonia di Marsia. Anche qui si applicano le parole di Lorenzo de' Medici: "La via alla perfezione passa da questa strada" ».
Wind trova una conferma della propria interpretazione nel fatto che in Vaticano, nella Stanza della Segnatura affrescata da Raffaello e dai suoi collaboratori, tra le due pareti della Disputa del Sacramento e del Parnaso, in entrambe le quali è raffigurato anche Dante - che dunque in una appare come teologo e nell'altra come poeta - è posto il riquadro dell'Apollo e Marsia, che « è un esempio di teologia poetica raffigurante un mistero pagano posto da Dante all'inizio del primo canto del Paradiso». Secondo Ginzburg, il fraintendimento di Wind dei versi di Dante non è casuale: egli «legge a tal punto i suoi autori con gli occhi di un neoplatonico fiorentino, da introdurre, come qui, allegorie neoplatonizzanti dove non ci sono».